# Monumento naturale Fiume Fibreno e Rio Carpello
Il Monumento Naturale Fiume Fibreno e Rio Carpello è una piccola area naturalistica che ha lo scopo di valorizzare l'area circostante il fiume Fibreno ed il Rio Carpello. Si trova a Broccostella, in Provincia di Frosinone, in località Pesca-Schito, in prossimità del Lago di Posta Fibreno e si sviluppa lungo parte del Rio Carpello fino alla confluenza con il Lago di Posta Fibreno ed include zone umide di fondovalle a ridosso del fiume ed aree agricole.
È stato istituito con decreto del Presidente della Regione Lazio 30 ottobre 2008, n. 634, pubblicato sul Bollettino ufficiale della Regione Lazio, parte prima, n. 44 del 28 novembre 2008, pag. 29 e segg.
L'area del Monumento naturale fu già inserita nell'elenco dei Siti di Importanza Comunitaria (SIC) e Zone di Protezione Speciale, già individuati dalle Direttive 92/43/CEE e 79/409/CEE, pubblicati in base al Decreto del Ministero dell'Ambiente 3 aprile 2000.

## Flora
- Ranunculion fluitantis
- Callitricho-Batrachion
- Salix alba
- Populus alba

## Fauna
- Salmo fibreni
- Salmo cettii
- Triturus carnifex